# Anoia (Italië)
Anoia is een gemeente in de Italiaanse provincie Reggio Calabria (regio Calabrië) en telt 2313 inwoners (31-12-2004). De oppervlakte bedraagt 10,1 km², de bevolkingsdichtheid is 238 inwoners per km².
De volgende frazioni maken deel uit van de gemeente: Anoia Superiore, Anoia Inferiore.

## Demografie
Anoia telt ongeveer 809 huishoudens. Het aantal inwoners daalde in de periode 1991-2001 met 21,3% volgens cijfers uit de tienjaarlijkse volkstellingen van ISTAT.
| Jaar | Inwoneraantal |
| ---- | ------------- |
| 1991 | 3020          |
| 2001 | 2378          |

## Geografie
Anoia grenst aan de volgende gemeenten: Cinquefrondi, Feroleto della Chiesa, Giffone, Maropati, Melicucco, Polistena.